# توپولوژی القایی
در توپولوژی و شاخه‌های مرتبط با آن در ریاضیات، توپولوژی القایی (به انگلیسی: Induced Topology) روی یک فضای توپولوژیکی، توپولوژی است که تابع یا گردایه ای از توابع داده شده (القاء کننده) از آن فضا را پیوسته می‌سازد.
توپولوژی هم-القایی یا توپولوژی پایانی، گردایه ای از توابع داده شده (هم-القاء کننده) به این فضا را پیوسته می‌سازد.

## ارجاعات
1. ↑  Rudin, Walter (1991). Functional Analysis. International Series in Pure and Applied Mathematics. Vol. 8 (Second ed.). New York, NY: McGraw-Hill. ISBN 978-0-07-054236-5. OCLC 21163277.
2. ↑  Adamson, Iain T. (1996). "Induced and Coinduced Topologies". A General Topology Workbook. Birkhäuser, Boston, MA. p. 23. doi:10.1007/978-0-8176-8126-5_3. Retrieved July 21, 2020. ...  the topology induced on E by the family of mappings ...
3. ↑  Singh, Tej Bahadur (May 5, 2013). "Elements of Topology". Books.Google.com. CRC Press. Retrieved July 21, 2020.